# Press Maravich
Petar "Press" Maravich (Aliquippa, Pensilvania, 20 de agosto de 1920-Covington, Luisiana, 15 de abril de 1987) fue un jugador y entrenador de baloncesto estadounidense que disputó una temporada en la BAA, y una más en la NBL. Con 1,83 metros de estatura, jugaba en la posición de base. Durante 20 temporadas fue entrenador de diferentes universidades de la NCAA. Era el padre del también jugador profesional Pistol Pete Maravich. Maravich era hijo de inmigrantes serbios.

## Trayectoria deportiva

### Universidad
Jugó durante su etapa universitaria en el Davis & Elkins College, siendo el único jugador de dicha institución en llegar a jugar en la BAA o la NBA.

### Profesional
Comenzó su andadura profesional en 1945 en los Youngstown Bears de la NBL, donde disputó una temporada en la que promedió 5,6 puntos por partido.
En 1946 fichó por los Pittsburgh Ironmen de la recién creada BAA, con los que disputó la única temporada del equipo en la liga, en la que promedió 4,6 puntos. Tras la desaparición del equipo se produjo un draft de dispersión, en el que fue elegido por los Baltimore Bullets, pero no llegó a fichar, abandonando la práctica del baloncesto.

#### Estadísticas en la BAA

##### Temporada regular
| Temporada | Edad | Equipo             | Liga | Pos. | P  | TIT | MIN | TC  | TCA | %TC  | 3P | 3PA | %3P | TL  | TLA | %TL  | R.OF. | R.DEF. | REB | ASIS | ROB | TAP | PER | FP  | PTS |
| 1946-47   | 26   | Pittsburgh Ironmen | BAA  |      | 51 |     |     | 2.0 | 7.4 | .272 |    |     |     | 0.6 | 1.1 | .517 |       |        |     | 0.1  |     |     |     | 2.0 | 4.6 |
| Total     |      |                    | BAA  |      | 51 |     |     | 2.0 | 7.4 | .272 |    |     |     | 0.6 | 1.1 | .517 |       |        |     | 0.1  |     |     |     | 2.0 | 4.6 |

### Entrenador
Nada más dejar el baloncesto en activo regresó a su alma mater donde ejerció como asistente de entrenador durante dos temporadas, para convertirse en 1949 en entrenador principal del West Virginia Wesleyan College. Volvió tras una temporada al Davis & Elkins College, donde en dos temporadas consiguió 37 victorias y 21 derrotas. No regresaría a los banquillos hasta 1956, cuando se hizo cargo de la Universidad Clamson, donde permaneció seis temporadas, pasando de nuevo al puesto de asistente en la Universidad Estatal de Carolina del Norte en 1962, asumiendo el puesto de principal dos años más tarde. Allí vivió su mejor temporada, en 1965, cuando fue elegido Entrenador del Año de la Atlantic Coast Conference.
En 1966 fichó por la Universidad Estatal de Luisiana, donde permanecería seis temporadas, tres de ellas con su hijo Pistol Pete como jugador, que batiría el récord todavía hoy vigente de anotación en una carrera, con 3.667 puntos. Finalmente, dirigió tres temporadas a la Universidad Estatal de los Apalaches, logrando únicamente 12 victorias por 51 derrotas.